# 钱其璈
钱其璈（1933年—），江苏嘉定（今上海市嘉定区）人，生于天津英租界，中华人民共和国政治人物，曾任天津市人民政府副市长，天津市人大常委会副主任。

## 家庭
先祖钱大昕。哥哥钱其珏、钱其琛，妹妹钱其灿。